# Ingrid Mierzwiak
Ingrid Mierzwiak (* 23. Januar 1953 in Prenzlau, geboren als Ingrid Hamann) ist eine ehemalige deutsche Volleyballspielerin.
Ingrid Mierzwiak war vielfache DDR-Nationalspielerin. Sie nahm 1976 an den Olympischen Spielen in Montreal teil und belegte den sechsten Platz. Ingrid Mierzwiak spielte für den SC Dynamo Berlin und wurde zwischen 1973 und 1979 fünfmal DDR-Meister. Außerdem gewann sie 1978 den Europapokal der Pokalsieger.